# Georg Caspar Prenner
Georg Caspar von Prenner (Vienne, 1720 - Rome, 1766) est un peintre et graveur autrichien d’origine allemande du XVIIIe siècle installé à Rome.

## Biographie
Originaire de Vienne, Georg Caspar von Prenner est le fils du peintre Anton Joseph von Prenner (en) (1698 – 1761).
Formé en Italie, il part travailler en Russie puis revient en Italie.

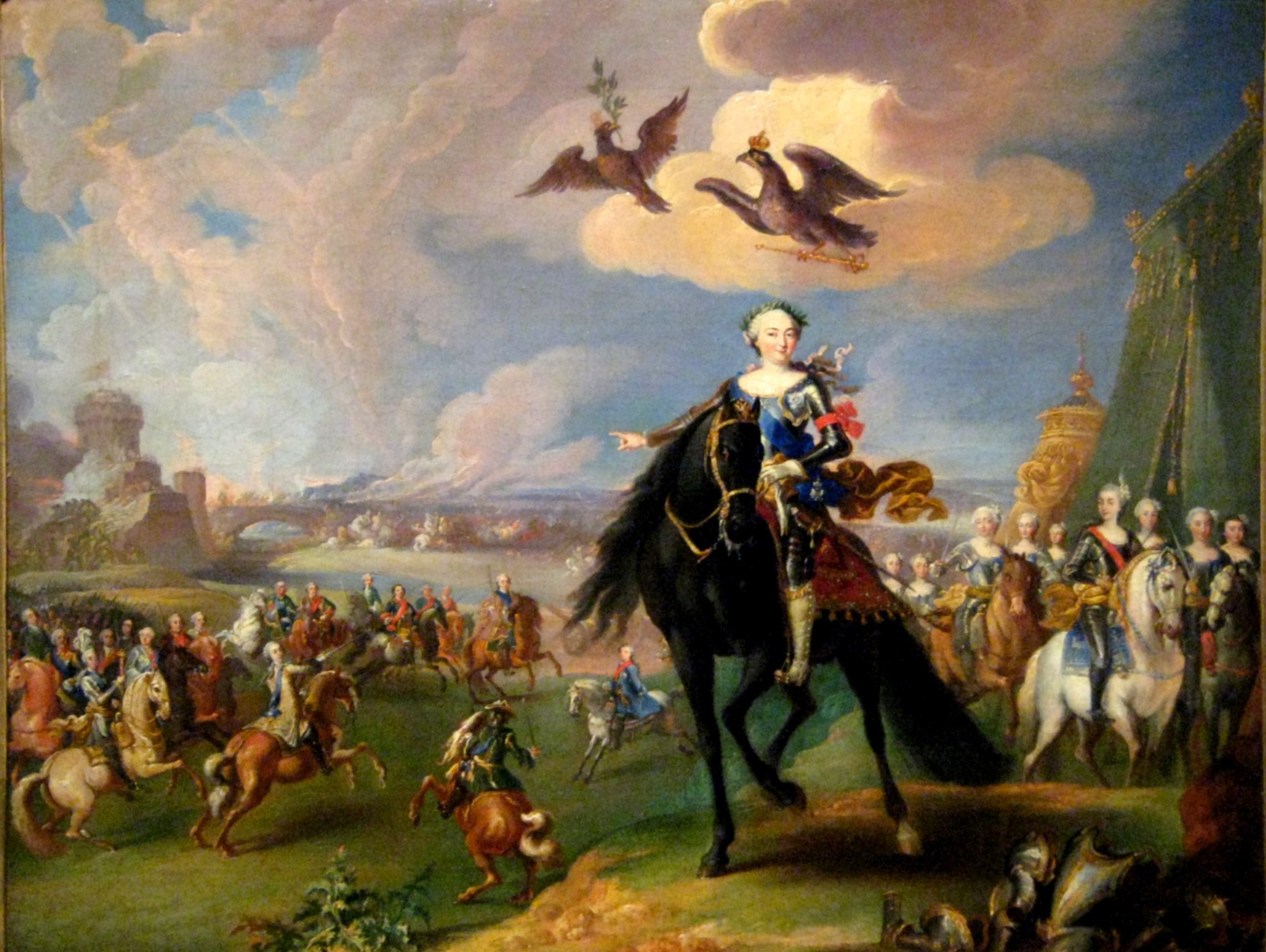
Portrait équestre d'Élizabeth, impératrice de Russie, 1744-1755
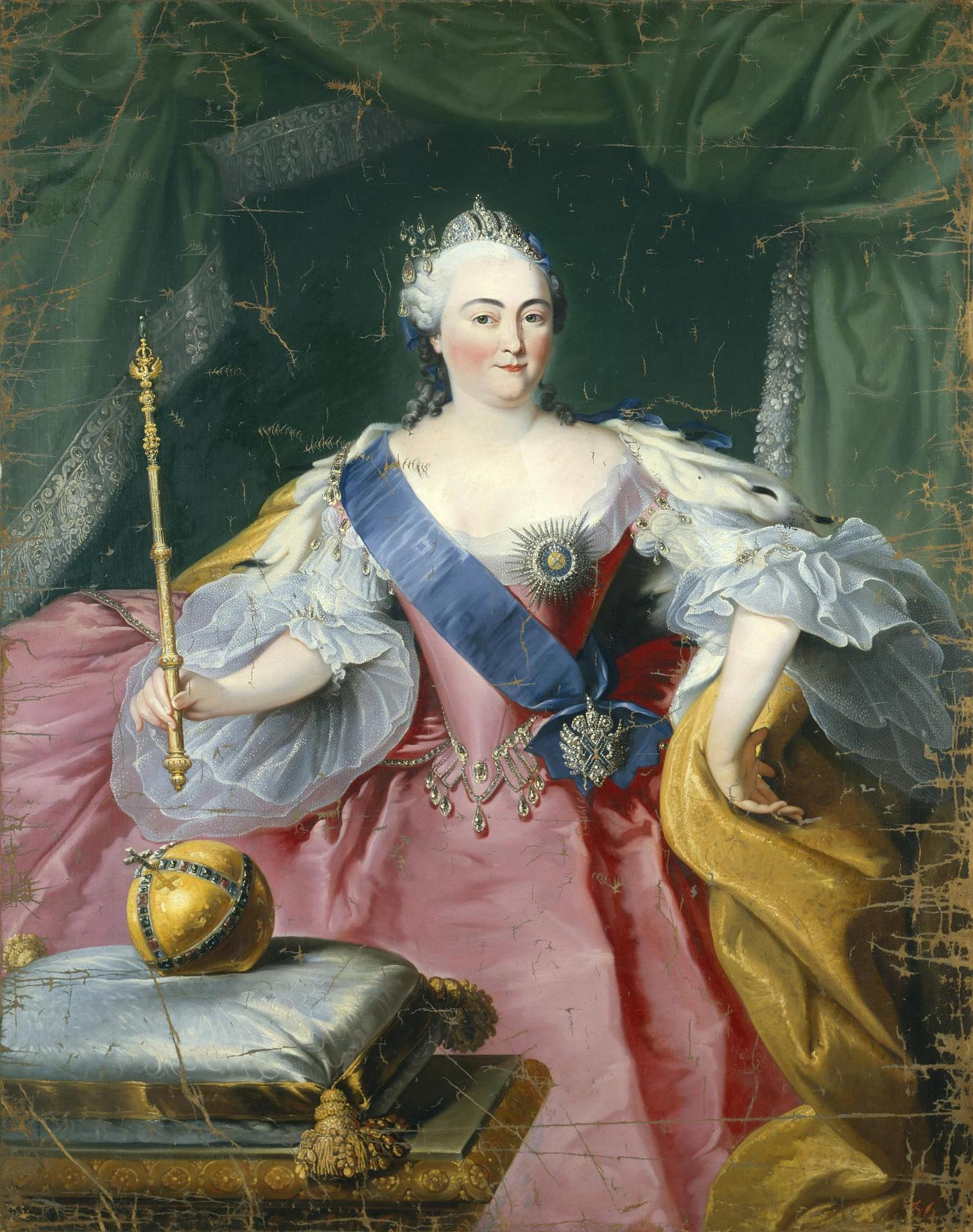
Portrait d'Élizabeth, impératrice de Russie, 1750
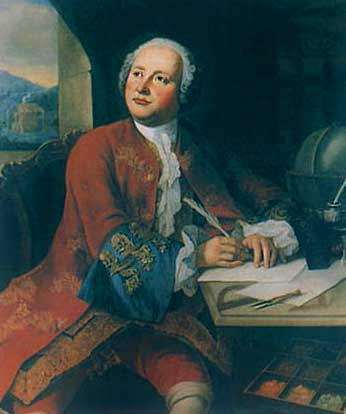
Portrait de Mikhaïl Lomonossov, 1750
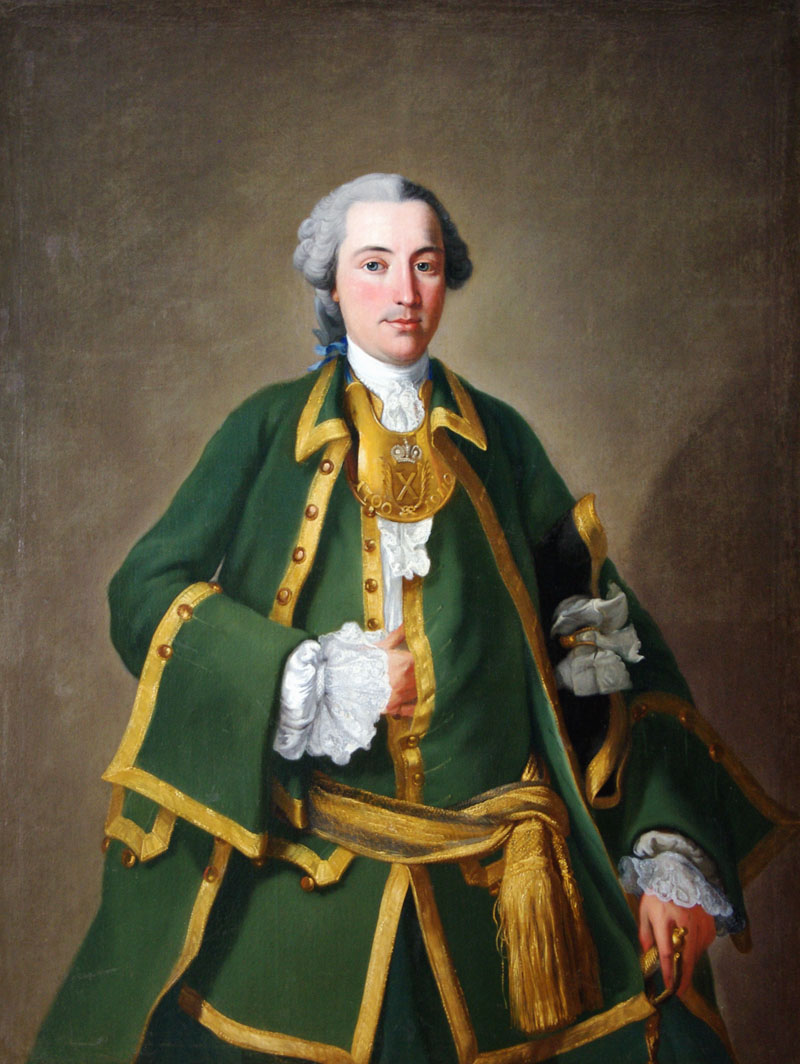
Portrait de Ivan Illarionovitch Vorontsov, années 1750